# Aristolochia fujianensis
Aristolochia fujianensis är en piprankeväxtart som beskrevs av S.M. Hwang. Aristolochia fujianensis ingår i släktet piprankor, och familjen piprankeväxter. Inga underarter finns listade i Catalogue of Life.